# Jochen Berger
Jochen Berger (* 19. Juli 1946 in Hildburghausen; † 26. Juli 2010 in Mainz) war ein deutscher Rallyebeifahrer.
Berger war der erste deutsche Profi-Kopilot im Rallyesport. Ab 1972 fuhr er als Navigator an der Seite von Walter Röhrl, die beiden erzielten ihren größten Erfolg zusammen im Jahre 1975 mit dem Sieg bei der Rallye Akropolis. 1974 wurde Berger zusammen mit Röhrl Rallye-Europameister und erhielt den Großen ONS-Pokal. Berger fuhr bis 1976 als Kopilot Rallyes und erreichte unter anderem zusammen mit Röhrl bei der Rallye Monte Carlo auf einem Opel Kadett GT/E den vierten Rang hinter drei Lancia Stratos HF, bevor er durch Christian Geistdörfer ersetzt wurde. 1976 wechselte Berger als Chef in die Motorsportabteilung von Opel und kümmerte sich dort auch um die Nachwuchsförderung. So hatte er als Teamchef großen Anteil am WM-Sieg von Walter Röhrl im Jahre 1982. Später wechselte Berger in das Technische Entwicklungszentrum von Opel. 2006 ging Berger in den Ruhestand und widmete sich ganz seinen Hobbys: Oldtimer pflegen und an Oldtimer-Rallyes teilnehmen.
Berger starb am 26. Juli 2010 in der Universitätsmedizin der Johannes Gutenberg-Universität Mainz nach langer schwerer Krankheit.